# Pannello solare ibrido
Un pannello solare ibrido (più correttamente definito come collettore PVT, acronimo dell'inglese PhotoVoltaic and Thermal) è un'apparecchiatura che permette la conversione dell'energia irradiata dal sole in parte in energia elettrica e in parte in energia termica coniugando l'effetto di un modulo fotovoltaico e di un pannello solare termico (cogenerazione fotovoltaica).
Un pannello solare ibrido è dunque costituito da un collettore fotovoltaico al quale è associato uno scambiatore di calore in grado di riscaldare un fluido grazie alla parte di radiazione solare non convertita in energia elettrica.

## Origine del PVT
Sin dall'origine della conversione fotovoltaica, si è notato che il tasso di conversione della radiazione solare in energia elettrica dipende dalla temperatura della cella solare che effettua la conversione, diminuendo all'aumento della temperatura della cella. Siccome questo tasso di conversione è nell'ordine del 15-20% (per le comuni celle al Si cristallino), ne risulta che l'80-85% residuo si converte in calore sensibile (ovvero la cella si scalda) e questo fa peggiorare sensibilmente le prestazioni del pannello fotovoltaico.  A titolo di esempio, per celle policristalline con un tasso tipico di decadimento delle prestazioni dell'ordine di 0,39%/°C (relativi), un rendimento del 17% a 25 °C cade al 14% circa a 70 °C.
Una soluzione a questo problema è stata identificata nella possibilità di raffreddare le celle tramite l'utilizzo di un fluido termovettore che asporta il calore prodotto. Un effetto secondario, e importante, è legato allo sfruttamento di tale calore per soddisfare un'utenza termica, in modo analogo a come avviene per un pannello solare termico.
Il rendimento energetico globale (ovvero considerando come effetto utile sia il calore recuperato che l'energia elettrica prodotta) supera normalmente il 40%, potendo toccare in condizioni favorevoli il 50-60%.

## Struttura di un collettore PVT

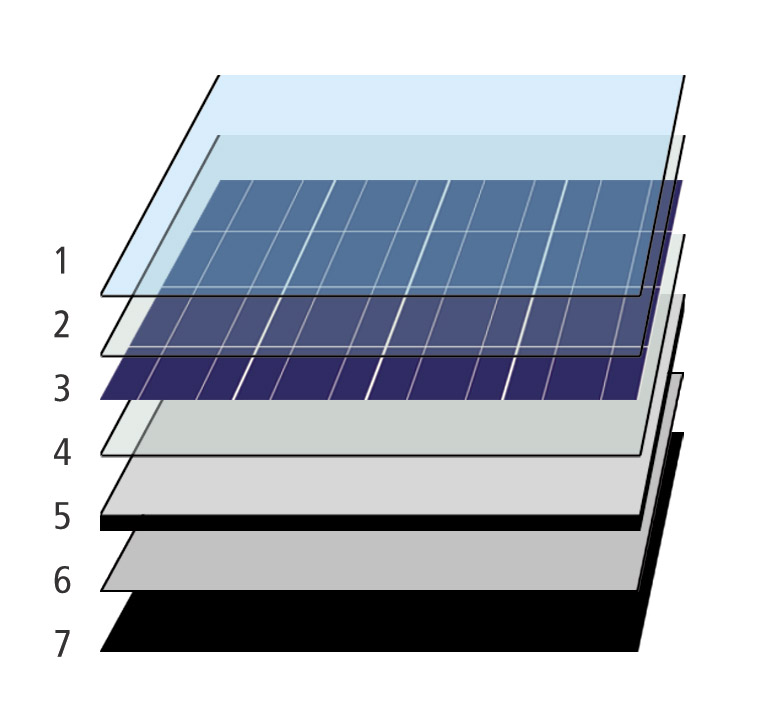
Struttura di un collettore a liquido:
1 - vetro antiriflesso
2 - pellicola in EVA
3 - piano celle fotovoltaiche
4 - pellicola in EVA
5 - backsheet TPT
6 - scambiatore di calore
7 - coibentazione.

Come accennato, un collettore PVT è un'associazione di un collettore fotovoltaico e di uno scambiatore di calore.
Il collettore fotovoltaico è quasi sempre del tipo vetrato, per riduzione della dispersione termica.

### Collettori a camera d'aria frontale
Sfruttano l'effetto serra. Sono usati quasi esclusivamente per scambio termico con aria.

### Collettori senza camera d'aria
Il tipo più diffuso. Qui lo scambio termico è effettuato sul retro del collettore fotovoltaico; è una struttura obbligata nel caso del raffreddamento a liquido, in quanto lo scambiatore maschererebbe le celle fotovoltaiche, ed ha comunque il vantaggio di una collocazione posteriore delle tubazioni di adduzione ed estrazione del fluido, che altrimenti porrebbero problemi di ombreggiature.

### Collettori a liquido
Rispetto ad un normale collettore PV, in un collettore a liquido vi è l'aggiunta di uno scambiatore di calore e della relativa coibentazione. Questo scambiatore può essere di varie fogge; nei casi più frequenti è costituito da tubi di rame aderenti, con varie tecnologie, al backsheet o, in modo più efficace, è costituito da uno scambiatore di tipo roll-bond in alluminio, che consente una migliore trasmissione del calore.
Lo scambio di calore con il collettore a liquido risulta molto efficace per il raffreddamento delle celle fotovoltaiche aumentandone la resa.

### Collettori a concentrazione
Abbandonando l'utilizzo delle celle al silicio ed introducendo la tecnologia a film sottile è possibile progettare un pannello ibrido che vede l'utilizzo della concentrazione solare. Un'interessante applicazione vede la presenza di un concentratore CPC (dall'inglese Compound Parabolic concentrator) nel cui fuoco viene posizionato un tubo sulla cui superficie laterale viene adagiata una pellicola di celle a film sottile (ad esempio CIS o CIGS). Questa configurazione permette di raggiungere rendimenti più elevati delle celle fotovoltaiche (grazie alla concentrazione) ma allo stesso tempo una rimozione del calore più efficace (poiché tutta la cella è a contatto con il fluido termovettore).